# Chupri
Chupri (ros. Хупри) – wieś w Rosji, w Dagestanie, w rejonie chiwskim. W 2021 liczyła 732 mieszkańców, głównie Awarów.